# Anaïs Demoustier
Anaïs Demoustier, född 29 september 1987 i Lille, Frankrike, är en fransk skådespelare. Hon har fått flera filmpriser.

## Filmografi
- 2000 : Le Monde de Marty - Jennifer
- 2003 : Conflit de canards - en flicka
- 2003 : Vargens tid - Eva
- 2006 : Ma culotte - Lydia
- 2006 : Barrage - Lydie
- 2006 : L'Année suivante - Emmanuelle
- 2007 : Un bébé tout neuf
- 2007 : Hellphone - Clémence
- 2007 : Le Prix à payer - Justine Ménard
- 2008 : Les Murs porteurs - Mélanie Rosenfeld
- 2008 : La Belle Personne - Catherine
- 2008 : Les grandes personnes - De vuxna - Jeanne
- 2008 : Sois sage de Juliette Garcias - Ève
- 2009 : Jeune et homo sous le regard des autres
- 2010 : L'Enfance du mal - Céline
- 2010 : Dans la jungle des villes - Julia
- 2010 : D’amour et d’eau fraîche d’Isabelle Czajka - Julie Bataille
- 2010 : Belle Épine - Sonia Cohen
- 2010 : La Tête ailleurs - Jeanne, la routarde
- 2011 : Snön på Kilimanjaro - Flo
- 2011 : Des nœuds dans la tête - Élise
- 2012 : Elles - Charlotte
- 2012 : L'Hiver dernier - Julie
- 2012 : Thérèse Desqueyroux - Anne de la Trave
- 2012 : Fille du calvaire
- 2012 : La joie de vivre - Pauline
- 2013 : Quai d'Orsay - Marina
- 2013 : Loulou, l'incroyable secret - Scarlett (röst)
- 2014 : Situation amoureuse: C'est compliqué - Juliette
- 2014 : Bird People - Audrey Camuzet
- 2014 : Paris Follies - Marion
- 2014 : Ariane's Thread - Martine
- 2014 : Démons - Jenna
- 2014 : The New Girlfriend - Claire
- 2015 : All About Them - Mélodie
- 2015 : Caprice - Caprice
- 2015 : Marguerite et Julien - Marguerite
- 2015 : Les Malheurs de Sophie
- 2025 – Asterix & Obelix: Tvekampen (TV-serie)

## Priser och utmärkelser
- Césarpriset för bästa kvinnliga huvudroll, för Alice och borgmästaren,  28 februari 2020[1]
- Officer av Arts et Lettres-orden,  18 december 2020[2]
- Prix Suzanne-Bianchetti
- Prix Romy Schneider

[Redigera Wikidata]